# Punt (signe)
El punt és un signe de puntuació. És un petit cercle que es col·loca a la part inferior de la línia d'escriptura, usualment enganxat a la lletra o xifra del costat esquerre.
El punt és un marcador d'espai, és la marca més petita deixada sobre una superfície per un instrument com llapis, pinzell, bolígraf o ploma.

## Funcions
Té les següents funcions:
- Indica pausa forta en el text i final de frase. S'anomena punt i seguit si es continua escrivint a la mateixa línia, punt i a part si es canvia de paràgraf i punt final si s'acaba el text.
- Indica abreviatura.
- Pot separar els milers (segons la norma ISO 80000-1 s'hauria d'usar un espai): 1.000, 10.000, 100.000, 1.000.000...
- Separa els decimals en la notació anglosaxona, com fa la coma en el sistema llatí. Igualment, és el símbol per a començar amb les xifres decimals en la calculadora.
- Separa les tres www, l'adreça i el domini a Internet, així com l'extensió dels fitxers en informàtica.
- Separa el número del text en enumeracions verticals o designa subapartats.

## El punt i la llegibilitat
En textos, oracions i frases, s'usa principalment per indicar el final d'un paràgraf que no sigui exclamatiu ni interrogatiu, especialment per indicar el final d'un enunciat, amb tres variants definides pel seu ús: punt seguit, punt i a banda o punt i a part, punt final.
- Punt seguit, separa enunciats dins d'un paràgraf. A causa d'això, la primera paraula escrita després del punt, començarà amb majúscula, excepte en el cas de les abreviatures. Per exemple:

 5. Història de Catalunya. El descobriment d'Amèrica i una mica més, etc.
- Punt i a banda o punt i a part, separa dos paràgrafs amb contingut diferent dins del text. A continuació cal començar a escriure en línia diferent. Per seguir les normes cal "sagnar" la primera línia de text del nou paràgraf.
- Punt final, el que es col·loca al final d'un capítol, apartat o secció per indicar-ne l'acabament.

## Altres signes de puntuació que inclouen un punt com a part de la seva grafia
Hi ha diversos signes de puntuació que inclouen el punt en la seva grafia:
- Punt i coma (;), separa una pausa no breu que indica el canvi a un altre tema parlat, llegit o tractat

Exemple: ...fent ús d'això; ara ens n'anem amb... 
- Dos punts (:), implica que en el parlat o llegit s'enuncia una llista de coses, etc.
- Punts suspensius (...), serveixen per expressar una frase amb el motiu de saber que s'aproximarà un final destacat o una reflexió, etc.

Exemple: Hauré de dir-los una frase!!!: «Es riu de les cicatrius (...) a qui mai li han fet mal».
- Signes d'exclamació (!)
- Signes d'interrogació (?)